# Diaprochaeta illustris
Diaprochaeta illustris là một loài ruồi trong họ Tachinidae.